# 十市遠康
十市 遠康（とおち/とおいち とおやす）は、南北朝時代の武士。官位は正五位下・兵部太輔。大和国十市郡十市城主。事代主神に系譜する安寧天皇の第三子磯城津彦命の後裔とされる大和土着の豪族十市氏の一族の1人である。

## 略歴
十市新次郎入道の長男として誕生。
天授4年/永和4年（1378年）7月28日、春日神人ら、遠康のことに関し黄衣を春日大社鳥居に懸ける。10月9日、遠康らの悪行により、神木金堂前に遷座、これにより神人ら鳥居に懸けた黄衣を取り納める（春日大社年表）。興福寺別当から十市遠康討伐の要請を受けた3代将軍・足利義満は、天授5年/永和5年（1379年）、斯波義将、土岐頼康らを大和に派遣するが、幕府軍は十市討伐を開始する気配を見せず、義満は十市氏討伐軍の諸将に、京都への帰還を命じる。このことにより神木入洛による訴えを初めて失敗に終わらせて興福寺に大打撃を与えた。
元中元年/至徳元年（1384年）、結崎出身の曹洞宗の僧・了堂真覚を鹿児島から呼び戻し、橿原市十市町（十市城）の北方の磯城郡田原本町味間集落にある光蓮寺（律宗）を改宗し、補巌寺を十市家の菩提寺として開山する。能の確立者で大和猿楽結崎座の世阿弥ゆかりの寺としても知られ、娘婿の金春流の金春禅竹へ送った「きやよりの書状」5月14日付に「（中略）仏法にも、宗旨のさんがくと申ハ得法以後のさんがくとこそ、ふがん（補巌）寺二代ハ仰せ候しか。さるほどに、御能ははや得法の見所は、うたがいなく候。手の事は、ただ大に、たぶたぶと、二曲三躰の見聞を御心に候べく候。（中略）」と記している（宝山寺蔵）。後に佐渡国の流罪を解かれ、世阿弥夫妻は当寺に共に帰依し、それぞれ至翁禅門・寿椿禅尼と呼ばれ寺に田地一段ずつを、寄進している。能帳には至翁禅門の記述があり、嘉吉3年（1443年）8月8日に世阿弥が終焉したことが分かった（香西精『世阿弥新考』）。